# Энгубер, Карл фон
Карл фон Энгубер (нем. Karl von Enhuber; 16 декабря 1811), Хоф, Бавария — 6 июля 1867, Мюнхен) — немецкий художник-жанрист.

## Биография

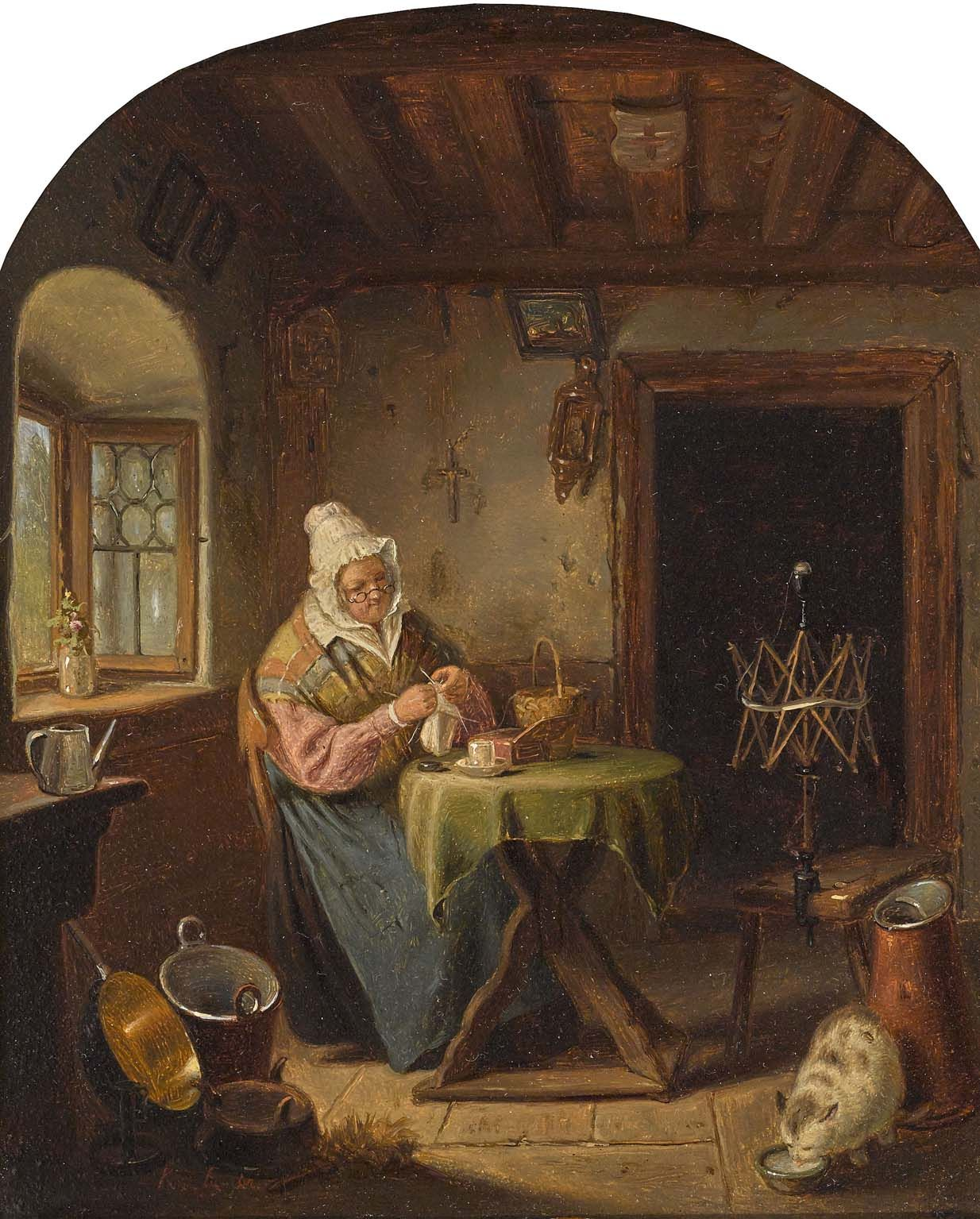
Женщина за вязанием

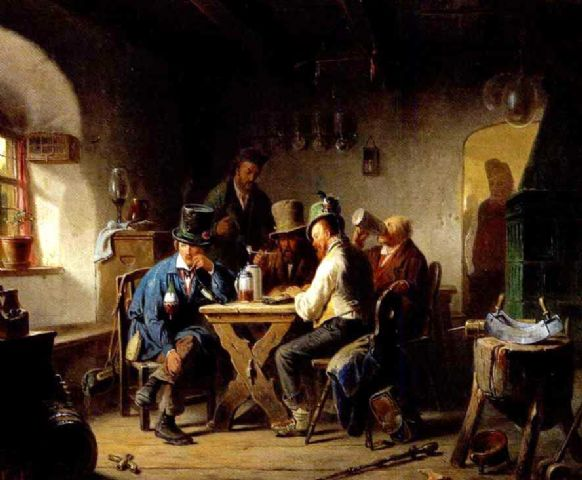
Тоска по дому, 1863

Сын служащего. С 1832 года был студентом Академии изящных искусств в Мюнхене. После учёбы в академии сначала был художником-анималистом. Работал над картинами о Тридцатилетней войне и только благодаря изучению произведений Г. Метсю и Г. Терборха открыл свой истинный талант. Позже изображал преимущественно сцены из быта верхнебаварских крестьян, с необыкновенной тонкостью подмечая их типы и характерные черты и юмористически выставляя на вид их простоту или плутоватость. Превосходно описывал домашнюю жизнь среднего класса с её радостями и неприятностями и обладал естественным чувством юмора, которое лежало в основе его тонкой прорисовки характеров. Работы Энгубера отличались прекрасным колоритом.

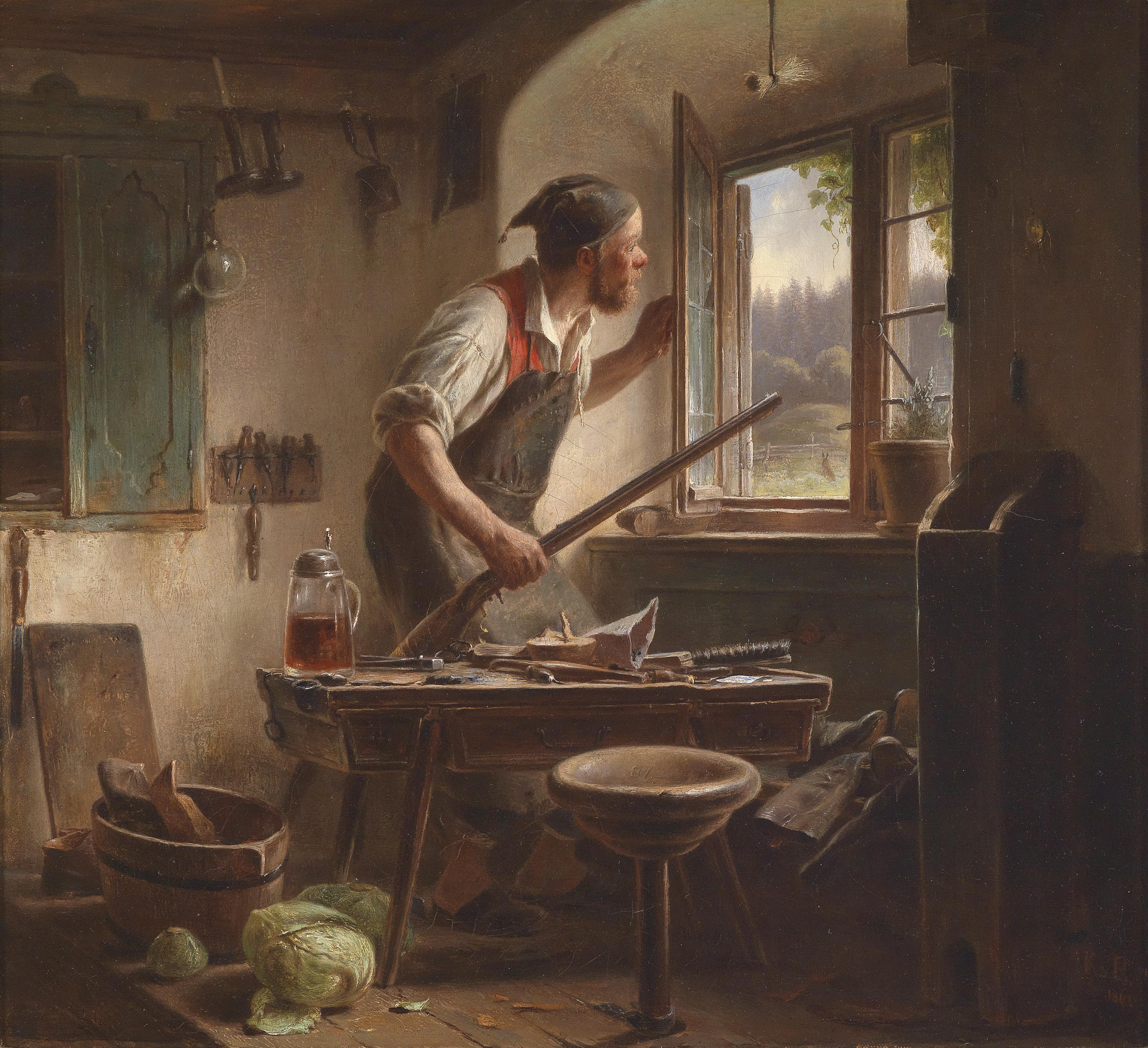
Бдительный сапожник, 1861

Наиболее удачные полотна художника — «Упущенное обеденное время», «Прерванная игра в карты» (1859), «Резчик деревянных фигур на суде» (1860), «Дождливый день в горах» и 15 иллюстраций к сочинению М. Мейера: «Erzälungen aus dem Ries» (из них шесть — в лейпцигском музее).
В 1858 году был принят в члены Мюнхенской академии.
Умер после продолжительной болезни в результате укуса ядовитого насекомого (Осенняя жигалка).